# 蕭赤斧
萧赤斧（430年—485年），南朝齐皇族，南兰陵郡兰陵县（今江苏省常州市）人，为齐高帝萧道成的从祖弟。
萧赤斧是冠军中兵参军萧始之的儿子，萧隆子之孙。萧隆子是萧道成父亲萧承之的叔父。萧赤斧历任官职，担任奉朝请，他性情温和、谨慎正直，而被萧道成熟知。大明三年（459年），南朝宋的竟陵王刘诞在广陵发动叛乱，萧赤斧在沈庆之麾下担任军主，参与围攻广陵城，在攻城战中立下功劳。刘诞叛乱被平定后，萧赤斧被封为永安亭侯。之后他被任命为车骑行参军，出京担任晋陵县令。后来又历任员外郎、丹阳县令，被召回后担任晋熙王抚军中兵参军。接着出京担任建威将军、钱塘县令。转任正员郎时，因萧赤斧治理地方颇有声望，官吏和民众都请求他留任县令，朝廷于是下令让他留任，并授予他宁朔将军之职。昇明元年（477年），萧道成拥立宋顺帝并掌握政权后，萧赤斧担任辅国将军、左军会稽司马，驻守东方。之后转任黄门郎、淮陵郡太守。
建元元年（479年）四月，齐朝建立后，朝廷要在丹阳郡旧郡治为退位的宋顺帝建造宫殿，萧赤斧奉萧道成之命将顺帝送往丹阳宫。同年五月，顺帝被杀害后，萧赤斧返回建康。他曾担任武陵王冠军长史、骠骑司马、南东海郡太守。因祖母去世，辞官服丧。后来重新起用，担任冠军将军、宁蛮校尉。建元二年（480年），出京担任持节、都督雍梁南北秦四州及郢州竟陵、司州随郡诸军事、雍州刺史。之后又被授予散骑常侍、左卫将军之职。齐武帝的信任他与萧景先相当，被封为南丰县伯，后转任给事中、太子詹事。萧赤斧原本就有旧疾，永明三年（485年），齐武帝下令让他担任甲仗卫三厢的差事，他无法推辞，导致病情加重，数日后去世，享年五十六岁。朝廷追赠他金紫光禄大夫之职，谥号为懿伯。其子萧颖胄、蕭穎基、萧颖达、蕭穎孚。